# Георгієвське (Краснодарський край)
Георгіївське — село в Туапсинському районі Краснодарского краю. Центр Георгіївського сільського округу.
Населення — 1,55 тис. осіб (1999).
Село розташовано на правому березі річки Пшенахо, біля місця впадіння її в річку Туапсе, за 3 км від залізничної станції Кирпична (село Кирпичне), за 22 км на північний захід від міста Туапсе.

## Історія
- Станиця Георгіївська заснована в 1864 році у складі Шапсузького берегового батальйону
- Ім'я станиця Георгіївська отримала від бронзової ікони святого Георгія Побєдоносця, нібито знайденою в гілках дуба на місці селища. Згодом ікона святого Георгія Побєдоносця зберігалася у вівтарі Покровської церкви (не збереглася)
- Після розформування Шаспузького батальйону станиця перетворена в село Георгіївське.

## Адміністративний поділ
До складу Георгіївського сільського поселення крім села Георгіївське входять також:
- село Індюк (746 чол.)
- село Кривенківське (2 889 чол.)
- село Анастасіївка (236 чол.)
- аул Велике Псеушко (119 чол.)
- село Кирпичне (1 168 чол.)
- аул Мале Псеушхо (252 чол.)

Населення (1999) всього 6 960 осіб.